# Ron Haslam
Ronald Haslam (Langley Mill, 22 giugno 1956) è un pilota motociclistico britannico.
Due volte vincitore del campionato mondiale Formula TT, nel 1979 nella Formula 1 e nel 1980 nella Formula 3.

## Carriera
Nato in una famiglia numerosa del Derbyshire, Haslam iniziò a correre nel 1972, a 15 anni, su una Norton Commando di proprietà dei fratelli Phil e Terry, sul circuito di Cadwell Park. Agli esordi Haslam corse a livello nazionale, terminando al secondo posto il campionato britannico della 750 nel 1975, 1976 e 1977 e il campionato britannico TTF1 nel 1978.
Nel 1977 Haslam fece il suo esordio nelle competizioni internazionali, terminando al secondo posto la manche britannica del Mondiale della 750 e ritirandosi al GP di Gran Bretagna della classe 500. Nel 1979 il pilota britannico vinse il suo primo titolo nazionale e il titolo di campione del Mondo nella categoria TT Formula 1, in sella ad una Honda, ripetendosi in TT Formula 3 l'anno seguente (sempre su Honda).
Nel 1982 "Rocket Ron" (soprannome dovuto alla sua rapidità nelle partenze a spinta) partecipò a tre GP del Mondiale della 500 con la sperimentale Honda NR500, non andando a punti. Con una RS1000, invece, vinse il Gran Premio motociclistico di Macao, prima di sei vittorie in sette anni sul circuito stradale dell'ex colonia portoghese in sella a moto della casa dell'ala dorata (o spinte dai suoi motori). Nella stagione seguente Haslam passò a pilotare la Honda NS 500, ottenendo due terzi posti (in Sudafrica e in Francia) e l'ottavo posto in classifica, risultato migliorato nel 1984 (6º) e nel 1985 (5º, con un secondo posto in Olanda).
Dal 1986 al 1988 Haslam fu coinvolto nel progetto della francese Elf, moto da GP spinta da un motore Honda e dotata di sospensioni mono-braccio che gli diede l'ultima vittoria al Gran Premio motociclistico di Macao, ottenuta nel 1987, sebbene proprio in quella stagione corse buona parte del Mondiale su una Honda NSR500.
Dopo aver corso per la Suzuki nel 1989, Haslam firmò per la stagione '90 con la Cagiva, andando ad affiancare Randy Mamola e Alex Barros. La stagione fu segnata da alcuni infortuni (a Jerez e a Fiume). Lasciata la Cagiva, il pilota britannico venne ingaggiato dalla Norton. Con la "NRS588" a motore Wankel Haslam arrivò secondo nel campionato britannico Superbike e dodicesimo al GP di Gran Bretagna della 500.
Nel 1993 corre come wild card con una Ducati 888 del team Sports Motorcycles la prova britannica del campionato mondiale Superbike sul circuito di Brands Hatch, si ritira in gara 1 e non si presenta alla seconda gara. Nello stesso anno, ottenne anche una wild card per la gara di Donington Park del motomondiale - classe 500, nella quale fu quattordicesimo con una ROC-Yamaha.
Dal 1997 Haslam seguì la carriera del figlio Leon nella velocità. Al GP di Francia 2000 padre e figlio fecero notizia in quanto entrambi tentarono di correre il GP, il figlio in classe 125 con una Italjet e il padre in 500 con una Honda bicilindrica del team Sabre Sport. Nessuno dei due partecipò alla gara (Leon non si qualificò, mentre Ron si infortunò in prova).
Dopo il ritiro Haslam gestisce una scuola di pilotaggio sul circuito di Donington.

## Risultati in gara

### Motomondiale
| 1977 | Classe | Moto   |  |  |  |  |    |  |    |  |  |  |  |  |     |  |  |  | Punti | Pos. |
| ---- | ------ | ------ |  |  |  |  | -- |  | -- |  |  |  |  |  | --- |  |  |  | ----- | ---- |
| 1977 | 500    | Suzuki |  |  |  |  | NE |  | NE |  |  |  |  |  | Rit |  |  |  | 0     |      |

| 1978 | Classe | Moto   |  |  |  |  |  |  |  |  |  |     |  |    |    |  |  |  | Punti | Pos. |
| ---- | ------ | ------ |  |  |  |  |  |  |  |  |  | --- |  | -- | -- |  |  |  | ----- | ---- |
| 1978 | 500    | Yamaha |  |  |  |  |  |  |  |  |  | Rit |  | NE | NE |  |  |  | 0     |      |

| 1979 | Classe | Moto   |  |  |  |  |  |  |  |  |  |  |     |    |  |  |  |  | Punti | Pos. |
| ---- | ------ | ------ |  |  |  |  |  |  |  |  |  |  | --- | -- |  |  |  |  | ----- | ---- |
| 1979 | 500    | Suzuki |  |  |  |  |  |  |  |  |  |  | Rit | NE |  |  |  |  | 0     |      |

| 1980 | Classe | Moto   |  |  |  |    |  |  |  |    |    |  |  |  |  |  |  |  | Punti | Pos. |
| ---- | ------ | ------ |  |  |  | -- |  |  |  | -- | -- |  |  |  |  |  |  |  | ----- | ---- |
| 1980 | 500    | Yamaha |  |  |  | NE |  |  |  | NP | NE |  |  |  |  |  |  |  | 0     |      |

| 1982 | Classe | Moto  |  |  |  |  |  |    |    |  |    |  |    |    |  |  |  |  | Punti | Pos. |
| ---- | ------ | ----- |  |  |  |  |  | -- | -- |  | -- |  | -- | -- |  |  |  |  | ----- | ---- |
| 1982 | 500    | Honda |  |  |  |  |  | 12 | 11 |  | 15 |  | NE | NE |  |  |  |  | 0     |      |

| 1983 | Classe | Moto  |   |   |     |     |     |     |     |  |   |   |   |   |  |  |  |  | Punti | Pos. |
| ---- | ------ | ----- | - | - | --- | --- | --- | --- | --- |  | - | - | - | - |  |  |  |  | ----- | ---- |
| 1983 | 500    | Honda | 3 | 3 | Rit | Rit | Rit | Rit | Rit |  | 8 | 7 | 9 | 9 |  |  |  |  | 31    | 8º   |

| 1984 | Classe | Moto  |     |   |   |   |   |   |   |   |   |   |     |   |  |  |  |  | Punti | Pos. |
| ---- | ------ | ----- | --- | - | - | - | - | - | - | - | - | - | --- | - |  |  |  |  | ----- | ---- |
| 1984 | 500    | Honda | Rit | 6 | 4 | 4 | 4 | 4 | 5 | 4 | 5 | 3 | Rit | 3 |  |  |  |  | 77    | 5º   |

| 1985 | Classe | Moto  |   |   |   |   |    |   |   |   |   |    |   |   |  |  |  |  | Punti | Pos. |
| ---- | ------ | ----- | - | - | - | - | -- | - | - | - | - | -- | - | - |  |  |  |  | ----- | ---- |
| 1985 | 500    | Honda | 4 | 8 | 3 | 6 | 16 | 4 | 2 | 6 | 5 | 14 | 3 | 5 |  |  |  |  | 73    | 5º   |

| 1986 | Classe | Moto |    |     |   |     |     |   |     |   |   |   |   |    |  |  |  |  | Punti | Pos. |
| ---- | ------ | ---- | -- | --- | - | --- | --- | - | --- | - | - | - | - | -- |  |  |  |  | ----- | ---- |
| 1986 | 500    | ELF  | 10 | Rit | 8 | Rit | Rit | 7 | Rit | 7 | 9 | 9 | 9 | NE |  |  |  |  | 18    | 9º   |

| 1987 | Classe | Moto |   |   |   |   |   |   |   |   |   |   |    |     |   |    |    |  | Punti | Pos. |
| ---- | ------ | ---- | - | - | - | - | - | - | - | - | - | - | -- | --- | - | -- | -- |  | ----- | ---- |
| 1987 | 500    | ELF  | 5 | 3 | 3 | 5 | 4 | 4 | 5 | 5 | 7 | 6 | 14 | Rit | 9 | 11 | 10 |  | 72    | 4º   |

| 1988 | Classe | Moto      |    |   |    |     |    |     |   |    |   |   |    |    |    |   |     |  | Punti | Pos. |
| ---- | ------ | --------- | -- | - | -- | --- | -- | --- | - | -- | - | - | -- | -- | -- | - | --- |  | ----- | ---- |
| 1988 | 500    | Elf-Honda | 12 | 7 | 10 | Rit | 16 | Rit | 8 | 13 | 7 | 9 | 10 | 14 | 11 | 7 | Rit |  | 68    | 11º  |

| 1989 | Classe | Moto   |    |   |     |   |    |     |   |   |   |    |  |   |   |   |   |  | Punti | Pos. |
| ---- | ------ | ------ | -- | - | --- | - | -- | --- | - | - | - | -- |  | - | - | - | - |  | ----- | ---- |
| 1989 | 500    | Suzuki | 12 | 7 | Rit | 7 | NP | Rit | 7 | 8 | 7 | NP |  | 7 | 6 | 8 | 5 |  | 86    | 8º   |

| 1990 | Classe | Moto   |     |     |    |    |  |    |     |   |   |    |    |    |    |    |  |  | Punti | Pos. |
| ---- | ------ | ------ | --- | --- | -- | -- |  | -- | --- | - | - | -- | -- | -- | -- | -- |  |  | ----- | ---- |
| 1990 | 500    | Cagiva | Rit | Rit | NP | NP |  | 12 | Rit | 9 | 8 | 10 | 10 | 10 | 12 | 11 |  |  | 46    | 15º  |

| 1991 | Classe | Moto   |  |  |  |  |  |  |  |  |  |  |    |  |  |  |  |  | Punti | Pos. |
| ---- | ------ | ------ |  |  |  |  |  |  |  |  |  |  | -- |  |  |  |  |  | ----- | ---- |
| 1991 | 500    | Norton |  |  |  |  |  |  |  |  |  |  | 12 |  |  |  |  |  | 4     | 25º  |

| 1993 | Classe | Moto       |  |  |  |  |  |  |  |  |  |    |  |  |  |  |  |  | Punti | Pos. |
| ---- | ------ | ---------- |  |  |  |  |  |  |  |  |  | -- |  |  |  |  |  |  | ----- | ---- |
| 1993 | 500    | ROC Yamaha |  |  |  |  |  |  |  |  |  | 14 |  |  |  |  |  |  | 2     | 37º  |

| 2000 | Classe | Moto  |  |  |  |  |    |  |  |  |  |  |  |  |  |  |  |  | Punti | Pos. |
| ---- | ------ | ----- |  |  |  |  | -- |  |  |  |  |  |  |  |  |  |  |  | ----- | ---- |
| 2000 | 500    | Honda |  |  |  |  | NP |  |  |  |  |  |  |  |  |  |  |  | 0     |      |

| Legenda | 1º posto        | 2º posto            | 3º posto            | A punti      | Senza punti        | Grassetto – Pole position Corsivo – Giro più veloce |
| Legenda | Gara non valida | Non qual./Non part. | Ritirato/Non class. | Squalificato | '-' Dato non disp. | Grassetto – Pole position Corsivo – Giro più veloce |

### Campionato mondiale Superbike
| 1993 | Moto   |     |    |  |  |  |  |  |  |  |  |  |  |  |  |  |  |  |  |  |  |  |  |  |  |  |  | Punti | Pos. |
| ---- | ------ | --- | -- |  |  |  |  |  |  |  |  |  |  |  |  |  |  |  |  |  |  |  |  |  |  |  |  | ----- | ---- |
| 1993 | Ducati | Rit | NP |  |  |  |  |  |  |  |  |  |  |  |  |  |  |  |  |  |  |  |  |  |  |  |  | 0     |      |

| Legenda | 1º posto        | 2º posto            | 3º posto           | A punti      | Senza punti        | Grassetto – Pole position Corsivo – Giro più veloce |
| Legenda | Gara non valida | Non qual./Non part. | Ritirato/Non class | Squalificato | '-' Dato non disp. | Grassetto – Pole position Corsivo – Giro più veloce |